# Skënder Begeja
Skënder Ali Begeja (ur. 5 lutego 1924 w Tiranie, zm. 3 października 2010) – albański piłkarz, w 1947 roku reprezentant Albanii. Pobił także rekord Albanii w sprincie na 100 metrów. W 1951 roku ukończył studia na Uniwersytecie Sofijskim.
Po zakończeniu kariery piłkarskiej należał do kierownictwa Federata Shqiptare e Futbollit oraz Narodowego Komitetu Olimpijskiego Albanii.